# Bulbophyllum uniflorum
Bulbophyllum uniflorum é uma espécie de orquídea (família Orchidaceae) pertencente ao gênero Bulbophyllum. Foi descrita por Carl Ludwig Blume e Justus Carl Hasskarl em 1844.